# 中華共和國
中華共和國是1933年閩變時由陳銘樞、李濟深等中國國民黨左派及國民政府軍第十九路軍在福建省建立的政权，最初定都福州，后迁都漳州。後被中華民國國民政府消灭。中华人民共和国成立后称其为福建人民政府或福建人民革命政府。
中華共和國人民革命政府主席为李濟深，执政党为生產人民黨。革命政府將福建劃分為四省二市，試圖推行溫和土改，但其經濟困難重重。該政权在其存在期間並未得到任何國家承認，政治上勢單力薄，后被蔣中正主导的国民政府击潰而结束。从1933年11月22日正式成立至1934年1月21日泉州、漳州失守，政权只維持了两个月。该事件發生在一·二八事變後中日關係日趨緊張之時，它與中國國民黨左派以及十九路軍及中国共产党的聯繫有關。中華共和國與中國共產黨建立的中華蘇維埃共和國實際控制區域接壤。
各方對中華共和國評價差異很大。中國共產黨方面多認為有一定進步意義，但在政治上仍有很大局限；中國國民黨則強烈譴責其為叛國的偽政權。

## 历史

### 背景

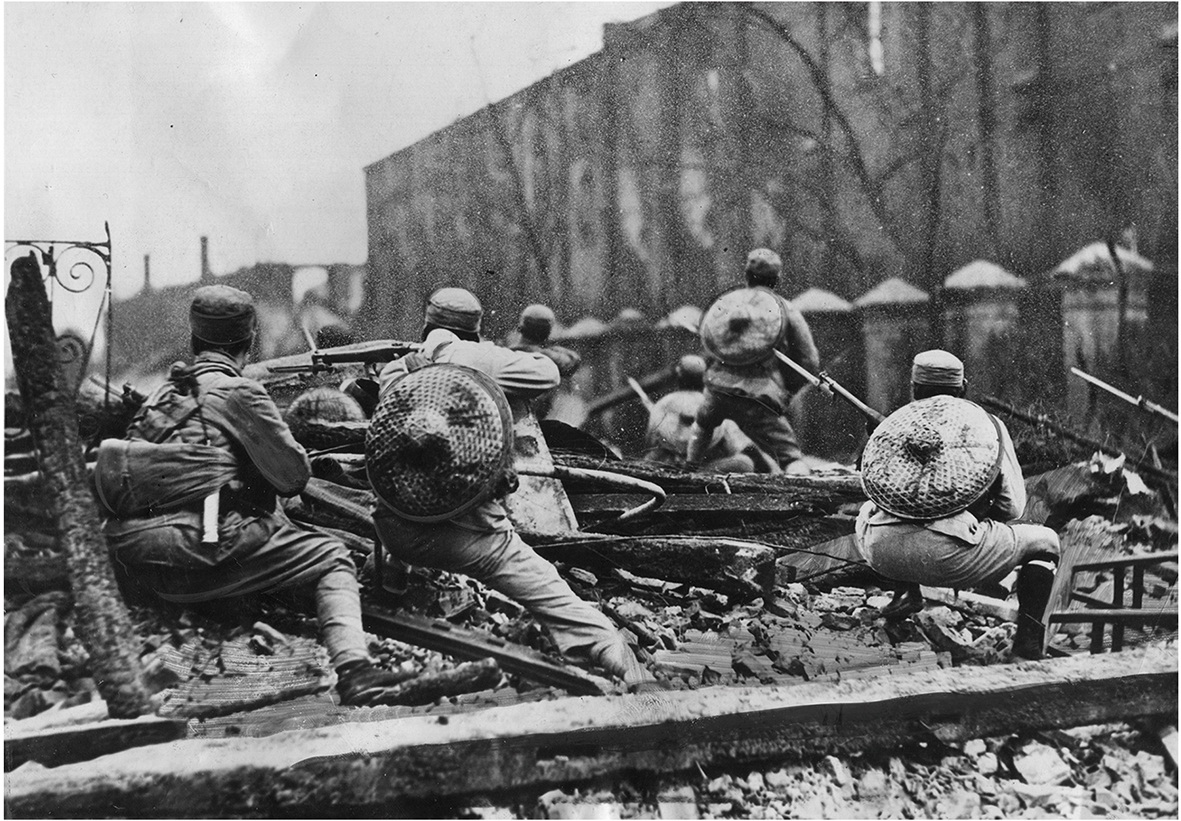
一·二八事变中的十九路军

1932年，中日爆发淞沪战争，广东省背景的蔣光鼐、蔡廷锴率國民政府軍第十九路軍和日本军激烈交锋，当时中日矛盾急剧升级，中国民族主義情绪高涨，十九路军在主战派中成为抗日表率。中日《淞沪停战协定》签订后，蔣中正将正在抗日前线的十九路军调往福建，帮助剿灭闽西一带中国共产党领导的中华苏维埃共和国武装紅軍。由于十九路军并非蒋中正嫡系部队，因而此举在一些人看来是蒋中正打击紅軍、顺便削弱十九路军的策略。1932年6月，十九路军进入福建，蒋光鼐调任福建省政府主席，蔡廷锴继任十九路军总指挥兼军长，福建行政基本被十九路军控制。与十九路军关系密切的中国国民党临时行动委员会（即第三党）成员也被蔡廷锴等引入福建省政府各机关工作。但十九路军在剿共战争中遭遇紅軍顽强抵抗，起先一度占据优势，占领一些中华苏维埃共和国土地，但随后被彭德怀部队击败，战况不尽人意，多有伤亡，因此蒋中正指责十九路军剿共不力。十九路军将领对此颇多怨言，与蒋中正隔阂日深，并开始暗地联合两广反蒋，后来又秘密与中华苏维埃共和国协商停火事宜。

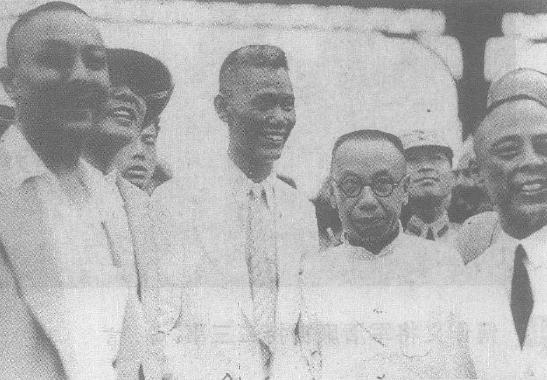
1932年，蔡廷锴在上海火车站即将前往福建。

1933年5月，受蒋中正排挤而旅欧考察的陳銘樞從歐洲先回到香港，与李济深商议联合闽粤桂反蒋，得到福建认可。于是陈铭枢赴福州，同蒋光鼐、蔡廷锴、邓世增等秘密商议反蒋事宜，定下上、中、下三策，即上策联手粤、桂方面倒蒋；中策联合桂系李宗仁、白崇禧，先占领广东省，再反蒋起事；下策则是联合紅軍。由于联桂联粤都没有取得实质成功，福建的十九路军方面只好决定联共，派十九路军秘书长徐名鸿偕陈公培赴中华苏维埃政府首都瑞金，与中共代表潘健行于10月26日订立《反日反蒋的初步协定》。蒋中正得悉福建局势异动后曾委托国民政府主席林森前往说服陈铭枢停止其所为，但被陈铭枢拒绝。11月17日，蒋中正又发专函专机请蔡廷锴到南昌详谈，但蔡廷锴扣留专机，拒绝前往南昌，这等于将其意图公开化，于是陈铭枢、李济深等与蔡廷锴、邓世増及其他十九路军高级将领于11月18日在福州鼓山召开紧急会议，商讨反蒋起事，会上商讨召开中国人民临时代表大会；成立中华共和国人民革命政府；废除中華民國国号，另订国旗；脱离中國國民黨，另组生产人民党等事项。会议间，蒋光鼐曾对废除中华民国国号、11月20日仓促起事等提议表示谨慎反对，但由于陈铭枢的极力坚持，会议最终通过前述的提案，决定于1933年11月20日发难。

### 成立

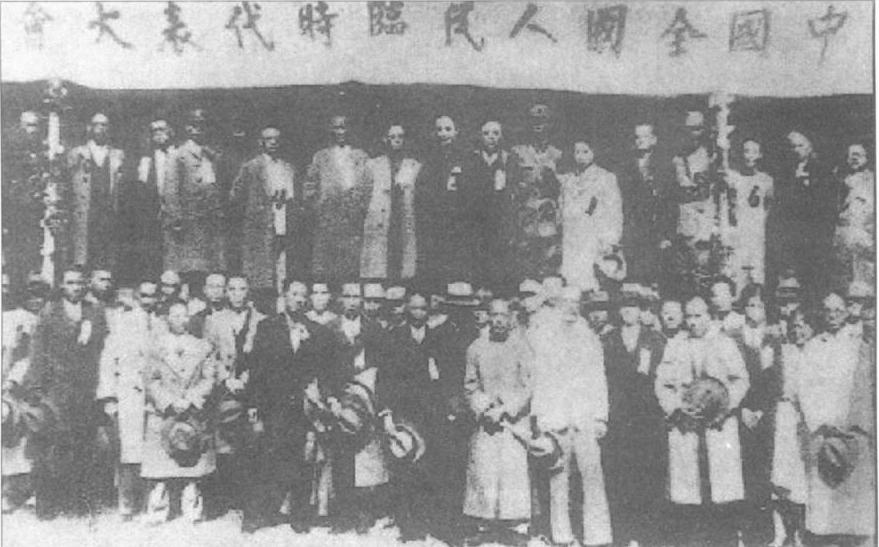
“中國全國人民臨時代表大會”召开留影，主席台上左起：第十二人为蔡廷锴，第十六人为蒋光鼐

1933年11月20日，李济深、陈铭枢、蒋光鼐、蔡廷锴等人以十九路军为主力，在福建福州南校场召开“中国全国人民临时代表大会”，决定成立中华共和国人民革命政府，并发布了内外政策，提出：对外取消外国的治外法权，废除不平等条约，对内实行联共反蒋方针。据当时的报纸报道，福州全城几乎万人空巷，街道各商店均因与会停业闭门，各处墙壁上遍贴“打倒蒋介石”、“打倒南京卖国政府”、“打倒国民党”、“打倒蓝衣社”、“实行工农解放”等种种标语。上午9时40分左右，「中國全國人民臨時代表大會」在福州城南公共体育场（南校场，即今天的五一广场）正式召开，四架飞机低空盘旋于广场上空。福州公安局长丘国珍宣布大会开幕，大会主席团主席为第三党中央的黄琪翔，参加者包括了福建省政府机关、体、学生、农民和十九路军驻福州部队、各省市和华侨等各界代表，与会人数达到十万人。其中各省代表来自广东、广西、福建、湖南、湖北、江苏、浙江、河北、北平、四川、江西、山东、山西、河南、陕西、甘肃、新疆、西康、云南、贵州、黑龙江、吉林、辽宁、察哈尔和绥远等24个省市，萨镇冰也作为特邀代表出席。各代表相继作了限时十分钟的简短而激昂的演说，主旨在反對蒋介石與中国国民党、建立人民革命政府、保障人民权利、实行工农解放。演说完毕后，提出议案，发表人民权利宣言。大会定国旗为上红下蓝中嵌黄五角星，全场民众一致举手通过，国旗便立即升于广场旗杆之上。晚上8点，大會決議成立中華共和國人民革命政府，推李濟琛、陳銘樞、陳友仁、蔣光鼐、蔡廷鍇、戴戟、黃琪翔、徐謙、方振武、李章達、何公敢等十一人為政府委員，並宣佈最高權力機關為農工商學兵代表大會。
11月22日上午9时，中華共和國人民革命政府正式宣佈成立，并在福建省政府礼堂举行主席和委员就职典礼，以李濟深為主席，陳友仁為外交部長，蔣光鼐為財政部長，李濟深兼軍事委員會主席，何公敢為福建省長，黃琪翔為經濟委員會主席兼參謀團主任，十九路军改组为人民革命军，蔡廷鍇任人民革命軍第一方面軍總司令。更改纪年名称，以1933年为中華共和國元年。废除青天白日紅旗，更改國旗為上紅下藍，中嵌黃色五角星，红色代表工人、蓝色代表农民、黄色代表正大光明、五角星则代表生产人民的大联合，当日福州市内街道商店民居等遍挂中华共和国国旗。同時李济深、陈铭枢、蔡廷揩、蒋光鼐、李章达等联名脱离中国国民党。11月24日，黄琪翔等宣布解散第三党、组建生产人民党，由陈铭枢任生产人民党总书记，十九路军中高级军官集体加入了该党，使该党控制了中华共和国政府实权。后来又将中华共和国分为二特别市和四省，即福州特别市、厦门特别市、闽海省、兴泉省、延建省、龙汀省。
中华共和国成立后，在土改方面推行土地国有和耕者有其田、计口授田的非暴力土地政策，试图改变农民生存状态，减轻农村贫困与不安定状态。但由于军费开支激增，新政府开始提高税收，改善财政，使商界和许多居民不满。
閩變成立的中華共和國引发中国国民党中央委員會强烈反应，南京方面严厉谴责該政权为投共叛国，并永久开除多名中华共和国政府高级官员的中国国民党党籍，由蒋组织军事力量准备对其进行镇压。另一方面，各省实权人物或持观望态度，或持谴责态度，没有人实际支持中华共和国。中國共產黨方面由于博古等左倾派系人物意见占优，也没有同中华共和国真誠合作，中國共產黨中央委員會后来甚至發表聲明，指福建政府是「非人民的，仍是不革命的」，並指「一切想在革命與反革命中間取第三條路者，必然失敗」。部分华侨同情新政府，但也有华侨严重反对甚至威胁断绝与福建经济往来。国际方面也多不干涉。

### 军事行动

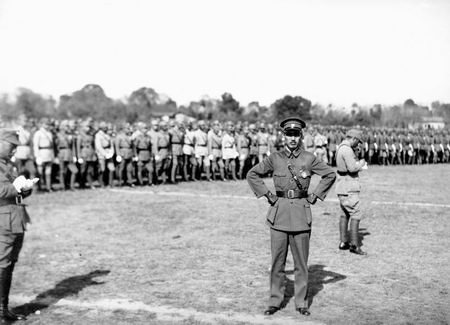
蒋中正在检阅赴福建镇压中华共和国政权的部队

福建事变第二日，蒋中正就开始组织军事行动准备镇压。他任“讨逆军”总司令，迅速从围剿中华苏维埃共和国前线抽调九个师入闽。11月底，南京国民政府空军开始空袭福建。12月，由蔣鼎文率第2路军、張治中率第4路军、卫立煌率第5路军，共约15万人，从赣东、浙南分三路入闽，计划对延平、古田等地形成包围态势；海军方面，由李文斌率领舰队由海上封锁福州、厦门；空军方面则派飞机集中于浙南、闽北进行侦察、轰炸，以配合陆军。蒋则进入闽北，亲临建瓯指挥军事行动。此时中华苏维埃共和国方面，毛泽东、周恩来、彭德怀曾建议红军乘此时机主动出击，打乱国民政府军事部署，粉碎围剿，但被中共中央军委的博古、李德等斥为冒险主义而驳回。
12月，「李濟琛、陳銘樞、蔣光鼐、蔡廷鍇等在福建組織」中華共和國「人民革命政府」，「謀抗中央」。12月中旬，中华共和国召开军事会议商讨对策。蔡廷锴主张先消灭闽北刘和鼎的杂牌部队，再分头应计西面和北面的国军；蒋光鼐则建议从闽东乘虚进攻浙东，或主力撤往闽西南，背靠中华苏维埃共和国进行坚守战。但中华共和国的文官首脑陈铭枢、李济深、黄琪翔等竭力主张力保首都福州，以免首都失陷动摇军心。蔡廷锴、蒋光鼐只得服从，将原驻扎闽西、闽北的部队撤往福州方向，由第五军守卫福建外围重镇古田、延平、水口，以保福州外围；第一、二、三军分别驻防福州的西部、西北、北部，并抽调部分兵力分守馬尾和沿海。第四军则作为总预备队。这一策略放弃了闽西、闽北，使得中华共和国大片领土不战而失，且中华苏维埃政权接受共产国际的指示，将主力从东线调至西线，使得國軍顺利通过原本由红军占据的闽北一带，国民政府三路大軍以“品”字形向古田、延平、水口推进。
1934年1月3日，國軍到达古田和延平，并同中华共和国守军发生战斗，战至1月5日，双方呈胶着状况。此时，陈铭枢、李济深又在蔡廷锴不在的情况下改变部署，将主力调往古田、延平、水口固守，蔡廷锴得知以后不得不从命，派第一军与第二军的一部开赴古田，第二军与第三军一部进发延平，第四军作为后备随总指挥部前往白沙镇。此时前线战局突变，延平主阵地九峰山的中华共和国人民革命军第五军司徒非师遭到中華民國空軍和砲兵的猛烈轰炸，工事几乎全毁，伤亡惨重，最终在1月8日18时投降，国军遂占领延平。镇守水口的第五军军长谭启秀率两个团背水迎战蒋鼎文的第三路军，经过一昼夜激战终于在1月7日失守，谭启秀乘木筏逃出。1月9日，蔡廷锴在福州力排陈铭枢等人死守福州的方案，率领主力南撤，蒋中正随即下令猛攻古田，1月11日，古田的第五军赵一肩的第十五师随即被张治中劝降，国军占领古田，通往首都福州的大门洞开。

### 终结
1月13日，中华共和国政府首脑人物李济深、陈铭枢、蒋光鼐、黄琪翔乘飞机离开首都福州先到泉州；同日，蔡廷锴通电全国“移都”漳州。1月15日早晨，蔡廷锴率最后一批军队离开福州，此时福州城中尚有“欢送十九路军”、“十九路军虽败犹荣”的送别标语。1月16日，國民政府隸屬之國民革命軍平復福州。
南撤的中华共和国军队主力于1月13日抢渡乌龙江，1月15日全军过江。原本蒋中正派中華民國海軍部部长陳紹寬率海军对中华共和国的渡江部队进行拦截，但当时留在福州、倾向于中华共和国一方的海军元老萨镇冰凭借其在海军界的声望和人际关系，劝陈绍宽暗中留情，于是陈绍宽部的海军在闽江仅仅向天鸣炮而佯装进攻，给19路军足够时间渡江逃逸。
19路军主力南下后，留守仙游县的19军第3师迎击自永泰进逼的国民革命军第83师，保障主力顺利南撤，而19路军第49师又在莆田北面阻击了尾追的国军第36师。1月19日，双方在惠安涂岭发生激战，至1月20日，中华共和国军队迂回到沿海，当夜全部通过涂岭。1月21日，进入晋江以南地区。同日，泉州、漳州失守。当天下午，第二军军长毛维寿与第一军军长沈光汉还有区寿年、张炎等将领联名通电投降南京國民政府；至此，中华共和国人民革命政府全部失败。此前，厦门的黄强已宣布投降。蔡廷锴等只好决定从漳州向闽西方向撤退，1月中旬以后，李济深、陈铭枢、蒋光鼐、蔡廷锴、黄琪翔、何公敢、徐名鸿等中华共和国高级官员相继到达龙岩，此时他们只有残军4000多人。最终，蔡廷锴接受了余部被广东陈济棠收编的提议，而自己同李济深等逃往香港。

## 疆域和行政区划

中华民国福建省

中華共和國成立後，將福建分為四省、二市，但并没有证据证明中华共和国主张领土只有福建。1933年12月10日，陳銘樞接受《人民日報》訪問時稱，「分福建为四省是就其天然界限的划分，使得各县取得联络之势而形成的一省，不以违背地理为原则」，四省名称为「闽海省、闽上省、泉海省和龙漳省」。11日，中華共和國人民革命政府中央委員會第十一次會議中，議決通過《劃分福建為四省審查案》中，將福建分為四省。13日，在第十二次中委會中，通過了《閩海、延建、興泉、龍汀四省正副省長人選案》。據二《案》，中華共和國名義上的區劃、及省長如下：
- 闽海省。省长何公敢，副省长阮湘（字淑清）。下辖闽侯、长乐、福清、连江、罗源、古田、闽清、屏南、永泰、平潭、霞浦、福鼎、福安、宁德、寿宁等15个县。
- 延建省。省长萨镇冰，副省长郭冠杰。下辖南平、沙县、将乐、顺昌、永安、尤溪、建瓯、建阳、崇安、浦城、松溪、政和、邵武、光泽、泰宁、建宁等16个县。
- 兴泉省。省长戴戟，副省长陈公培。下辖莆田、仙游、晋江、南安、安溪、惠安、同安、金门、永春、德化、大田、思明[注 1]等12个县。
- 龙汀省。省长许友超，副省长徐名鸿。下辖龙溪、漳浦、海澄、南靖、长泰、平和、诏安、云霄、东山、华安、龙岩、漳平、宁洋、永定、上杭、武平、连城、清流、明溪、宁化、长汀等21个县。
- 厦门市。原定市長為許友超，另有任用，遺缺委黃強暫代。
- 福州市。[19][18]

四省以閩海省建立最為順利。1934年元旦，省長何公敢、副省长阮淑清宣誓就職。龍汀省省長許友超、興泉省省長戴戟都未就職，由副省長代之。1933年下旬，蔣軍已經佔領延建省大部份地方，只有南平縣城未佔，人民革命政府委政務給閩海省政府兼理，故延建省政府實際未成立。

## 政治

### 政府

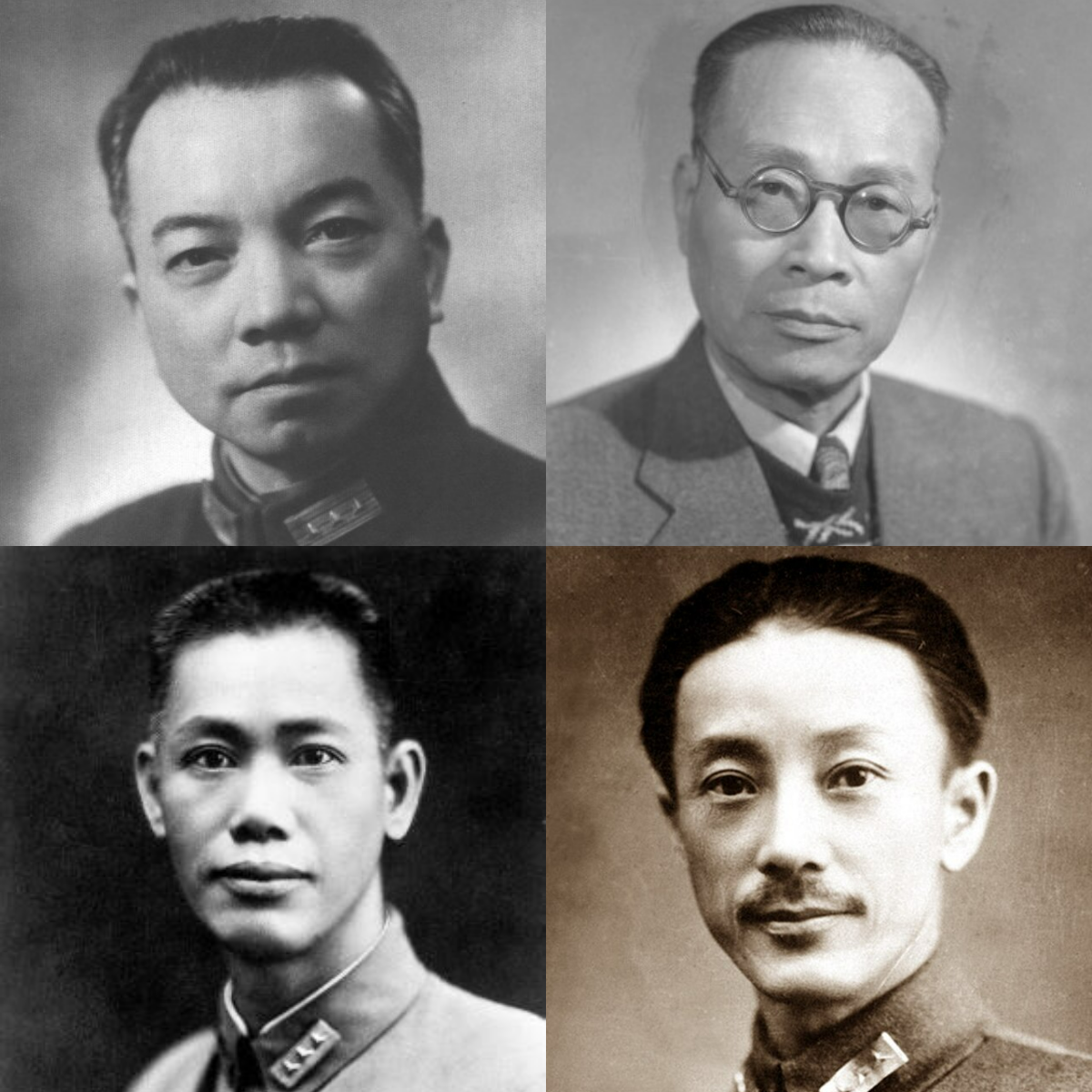
从左上到右下为李济深、陈铭枢、蔡廷锴和蒋光鼐，他们是闽变的核心人物

中华共和国人民革命政府主席为李济深，执政党为生产人民党，政府委员有李济深、陈铭枢、陈友仁、蒋光鼐、蔡廷锴、方振武、黄琪翔、徐谦、李章达、余心清、何公敢，一共11人。政府委员中，余心清为冯玉祥的代表，而方振武因未到，其位置后改由戴戟担任。中华共和国人民革命政府下设3会、4部、1院，即军事委员会、经济委员会、文化委员会，外交部、内政部、农工部、财政部，最高法院。军事委员会主席由李济深兼任，文化委员会主席由陈铭枢兼任，经济委员会主席由余心清代理冯玉祥担任，外交部长由陈友仁兼任，财政部长由蒋光鼐兼任，高等法院院长为徐谦（不久由林植夫接任）。另外，李章达任国家保卫局局长，彭泽湘任政府秘书长。，另有高新亞任農民部長。
在各级政府的组织上，中华共和国所制定的政策为先由中央政府派遣正副省长、县长，等乡、区、县级选举完成后，再将省、县行政移交给民选政府。具体选举办法是先以乡为单位召开全乡劳动人民大会，选出乡人民政府委员，再以同样办法选举区人民政府委员，最后以同样步骤选举县级委员，再将政权移交给县级委员。这一办法实际上在之前已经由福建省政府的闽西善后委员会在福建西部试行了。

### 执政党
在中华共和国的筹备时期，参与者所属的党派多为第三党、国民党、改造社和神州国光社等。中华共和国成立后，在19路军将领的要求下，新组建了生产人民党，发起人包括陈友仁、李章达、蔡廷锴、胡秋原、李济深、陈铭枢、蒋光鼐等27人，并颁布了《生产党党纲草案》一共13章87条，党主席为陈铭枢，原国民党党员和第三党党员集体加入生产人民党，而第三党则宣告解散。当时张学良曾从欧洲发电报表示支持，还有部分海外华侨到福建加入了该党。政党名称中的“生产人民”字眼就在强调生产人民掌握国家政权、维护生产人民的平等权利、保障生产人民生命财产安全。在政治上，生产人民党主张反对帝国主义、争取中国真正独立自由，斥责蒋中正主导的南京国民政府为反动势力、主张积极抗日，消灭军阀和封建制度，保障各民族和各阶层平等，取消党治、还政于民，维护工农利益等等。中华共和国覆灭后，生产人民党转移至香港，不久自行解体。

## 军事

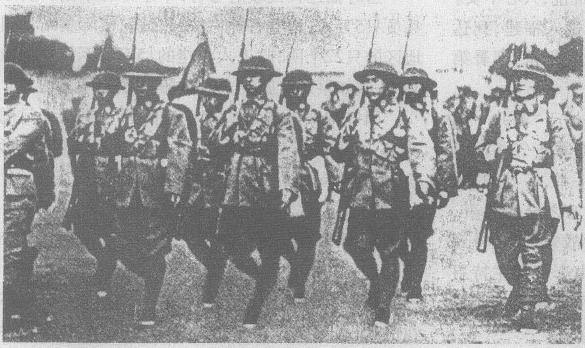
福建事变中的十九路军，后来改组为中华共和国的人民革命军

中华共和国的主要军事力量为人民革命军。人民革命军的陆军共有5个军、10个师、33个团，乃是由十九路军的5个师、10个旅改编而来，1933年12月，又新组建1个军、2个师，并收编了卢兴邦的部队为新二军；人民革命军空军有2个大队；此外还有海军陆战队2个旅、特务团、人民自卫团等武装，总兵力约7万人，归人民革命军第一方面军总司令部指挥，十九路军番号仍保留，蔡廷锴任第一方面军总司令兼十九路军总指挥。邓世增任第一方面军參謀长兼十九路军副总指挥。
第一军先驻沙县，军长为沈光汉，统辖第一师刘占雄，六十师邓志才；第二军驻泉州，军长毛维寿，统辖第二师庞成，六十一师梁世骥；第三军驻福州、莆田，军长区寿年，统辖第三师张君嵩，第七十八师云应霖；第四军驻龙岩，军长张炎，统辖第四师谢琼生，第四十九师阮宝洪；第五军驻古田、水口、延平一线，军长谭启秀，统辖第五师司徒非，第七师赵一肩；第六军驻安溪，军长翁照垣，统辖第六师洪文德，第八师余承尧；此外特种部队驻扎厦门；还有卢兴邦的新二军驻尤溪。
另有其他独立单位如下：第一独立旅陈济，第一独立团聂进龙，第二独立团马鸿兴，陆战队第一旅杨廷英和第二旅林秉周则由总部直辖。

## 经济
中华共和国的经济以农副业、小手工业等为重要支柱，茶叶、造纸、糖业、烟草、陶瓷、水果种植等行业占有重要地位，工业从业人口仅占全国人口的3.5%左右。原来福建的罂粟产量很大，但因19路军禁止罂粟种植，中华共和国内栽培罂粟的土地被用于田地，不过这也使政府财政收入大减。由于民国以来福建经济大幅衰退、贸易量急剧下降，加之政局频繁动荡、匪患严重，都使得福建大部分地区陷入贫困之中，因而中华共和国的经济基础也十分薄弱。中华共和国成立后，推行土地改革，试图均分土地给农民，并推动民族资本主义发展，推行现代工业建设。但因国家的军费开支骤然膨胀，而原来军饷的两个重要来源—南京和广东都因为闽变而切断了对十九路军的经济支持，导致中华共和国政府不得不一方面给军队降薪、另一方面大幅提高税率，这也影响到军队的军心和国内民众的情绪。由于增收多项进口税，由军方接管福建盐运使、厦门运付、福州统税局、福州海关和厦门海关，甚至由人民政府出面向地方借贷以暂时缓解财政危机，福建商人对此颇有不满，有人还造谣中华共和国政府实行共产主义。加之1930年代中国的金融市场大幅动荡，这也重创了中华共和国的经济，当时军费开支每月约360万元，而统税收入和收回的海关关余每月还不足200万元，财政部亏空严重。
在闽变前夕的11月18日，19路军就接收了福州、厦门中央银行分行，并令其停业，以解决军饷不足的问题。該政府禁止中華民國國民政府中央銀行的钞票、航空奖券、公债票、库券等有价证券在中华共和国境内流通，只允许使用中南银行和中国银行发行的钞票。中华共和国财政部曾计划成立自己的中央银行并发行本国纸币，但因为战争紧迫的关系，最终没有付诸实施。
在土地问题上，中华共和国颁布了《人民纲领一最低纲领十八条》，规定一切土地所有权归国家所有，按照耕者有其田的原则，实行计口授田，以乡为基本统计单位，按调查所得的人口来分配田地，不分地主、富农、中农、贫农、佃农、雇农，一律都授予耕地。与共产党不同，中华共和国政府极力反对盲目使用暴力的土改方式，认为均分土地就能达成土改效果。此外，政府还以豁免五年土地税和终身使用权为奖赏来鼓励开垦荒地。

## 外交
中华共和国在国际上是完全孤立的，在它存在的两个多月中没有得到任何国家的承认或支持。同时中华民国政府也在外交上施压，要求各国不要对中华共和国政府给予接洽和承认，因而到了1933年的12月3日，各国都表示不会接洽闽政权。但由于其他国家多持不干涉政策，实际上在中华共和国成立后，来自中国以外的压力一直都很小。

### 中华苏维埃共和国
中华共和国人民革命政府采取联共的政策，积极与中国共产党执政的的中华苏维埃共和国临时中央政府接洽。早在中华共和国成立之前的1933年10月26日，日后主导福建事变的十九路军和福建省政府派十九路军秘书长徐名鸿、陈公培赴瑞金，与中华苏维埃共和国临时中央政府、工农红军代表潘健行（潘汉年）秘密签订了《反日反蒋的初步协定》，依照条约双方在保密的前提下实现停火，福建方面对政治犯予以释放并承诺给予革命组织自由活动权利，并着手筹备反对中華民國国民政府的军事行动，并向被封锁的中央苏区供应急需的布匹、食盐、医疗设备和药品，林伯渠代表苏区方面在瑞金设宴款待徐名鸿、陈公培二人，毛泽东也接见了二人。11月27日，中华共和国人民革命政府闽西善后处代表陈小航（罗稷南）与中华苏维埃共和国临时中央政府及中国工农红军全权代表张云逸、中共福建省委代表方方在福州进一步签订了《闽西边界及交通条约》（简称《闽西条约》）正文17条、附约4条及备忘录，该条约确定了双方边界的划分和交通、贸易等事项，对中共方面对抗南京国民政府的经济封锁起到一定的作用。但中共内部对中华共和国的态度有截然不同的看法，当时掌握领导权的博古等人認為十九路軍並未立即給國民政府致命的一擊，提出闽政权是非革命的甚至反动的，因而中华苏维埃共和国最终沒有即時对中华共和国给予军事上的协助。

### 大日本帝国
日本政府对中华共和国采取不干涉政策，但对这一事件仍十分重视。闽变翌日，日本外交部发表文告表示：日本对于中国内部的纷乱采取一贯之中立政策，对新政权将与中央政府一视同仁；若新政权对日表示好感，则与其建交，若对日敌视或危害日本侨民性命、财产与公私权利，则采取必要手段应付。同时，日本也警告与之争霸的英美等国不要乘闽变之机染指日本在闽的利益。日本外務大臣广田弘毅向日本驻福州总领事致电表示，发生在福建的独立运动如果不排日、不威胁在闽的日侨安全，日本不会对其施加干涉。此外，日本还派遣了6艘驱逐舰到福建沿海观望事态发展。实际上，日本和美国为争夺在福建的影响有着激烈角逐，但日方并不愿因此损害日中和日美关系，因而并未干涉。1934年12月1日，日本公使曾到南京向汪精卫口头表明其不偏袒中華民國政府的态度。另一方面，中华共和国并未实践其政治宣言中所承诺的“反帝”、“反日”的强硬对外政策，福州、厦门等地属于欧美日国家的居留场所和金融机构、学校、医院等设施仍被保留，有学者认为这一措施是因中华共和国政府担心外国干涉所致，甚至认为陈铭枢事先已与日本方面达成谅解。也有史料称日本方面曾指使并接济在厦门的台籍人士李玉树等人纠集“民军”对十九路军进行偷袭，并称蒋中正曾散布日闽结合的谣言。日本军方曾派遣驻台湾的海军司令部大佐级参谋到福州，以予政治军事援助为条件试探中华共和国政要，但陈铭枢拒绝接见日本来使。日本学者吉田莊人认为，在闽变期间蒋中正曾委托台灣實業家辜顯榮与日本政府斡旋，希望日方不要介入，由于辜顯榮斡旋成功，辜家在二战结束、中华民国接管台湾之后仍能保持其家族的地位。

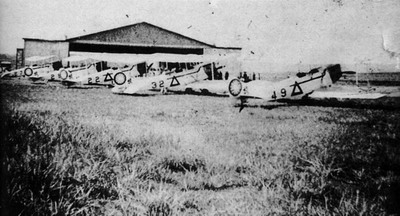
中華共和國向日本訂購的軍用飛機，未及交貨閩變就失敗了

閩變時期，中華共和國還曾向日本訂購一批軍用飛機，型號包括了甲四式、九一式驅逐機、九二式偵察機三種，但由于中華共和國迅速潰敗，這些飛機沒有來得及交貨，後由廣西方面接手成交，飛機被送往梧州。

### 欧美国家
英国、美国和法国等出于牵制日本在华势力的考虑，因而支持蒋中正的南京国民政府，对中华共和国不予支持，对11月29日南京政府外交部提出的勿对中华共和国予以接洽或支持的要求，两日后各国使馆回电称“对此表示同情”，并同样以保护侨民为由派军舰到福建施压。英国《泰晤士报》12月6日发表题为《挑战南京政府》（“Challenge to Nanking”）的评论，指摘中华共和国的首脑们不顾国家福祉发动内战，使农民痛苦，使共产党受益。而苏联政府表示同情中国的内忧外患，对南京国民政府应对福建事变采取的措施保持严格的不干涉政策。

## 媒体
中华共和国国内发行了多种报纸和刊物，其中在闽变前和闽变时创刊的报纸有《国光日报》、《国光晚报》、《人民日报》、《人民晚报》、《大众晨报》、《人权早报》等报纸和《革命政权》期刊。中华共和国政府的机关报为《人民日报》，係接管国民党福建省党部的《福建民国日报》而来，创立于1933年11月21日，社址在福州市贡院路，先后由胡秋原和王亚南任社长，该报甚至流通到海外。政府的另一份机关报是《人民晚报》，於1933年11月20日创刊，比《人民日报》早一天，社址在福州东街。《国光日报》则是由19路军在1933年1月28日为纪念一·二八事变一周年创办的，此外还办有《国光晚报》，它们都不是政府的机关报。《革命政权》期刊是由中华共和国人民革命政府出版，多是宣传政府政策、理论等。
中华共和国成立后接管了福建省政府所有的福州广播电台，将其作为政府电台，每日播音4小时，上午10时至11时为中华共和国人民革命政府施政报告，下午1时至2时为新闻、广告时段，晚上7时至9时转播中央电台新闻，并播送气象和音乐节目。1934年1月6日，蔡廷锴还通过福州广播电台做新年广播讲话。

## 国内外对闽变的反应

### 福建各界反应
中华共和国国内，闽西龙岩地区的民众对中华共和国政府有较多的支持，这主要是因为十九路军治闽期间在龙岩颇有政绩。1933年11月22日中华共和国政府成立当日，龙岩耕农会、总工会、商会、妇女队等社团组织各界民众15万人参加拥护新政府的大型集会。在福州，12月1日上午，在福州市体育场也有5万多人参加支持中华共和国的庆祝大会。此外，厦门、泉州、漳州等地民众也有组织“倒蒋大会”、“庆祝人民革命政府成立、倒蒋救国示威大会”等集会活动，以示对中华共和国政府的支持。也有如福建辛亥革命元老郑祖荫，前民国海军总司令、北洋政府国务总理杜锡珪因反对中华共和国而离开福建赴上海暂避。還有學者指出，由于中華共和國更改國號、國旗，甚至在各個場合取下孫中山畫像，導致不少民眾對該政權持保留態度，學生參與中華共和國政治運動的興致也不是太高。

### 中華民國各方反应
南京国民政府剿灭中华共和国政权的态度非常坚决。当闽变消息传到蒋所在的南昌时，蒋中正击掌顿足而叹，认为蔡廷锴背叛国家、投降共产党。随后中国国民党中央提前召开第384次政治会议，严厉谴责闽变。南京国民政府也迅速组织军队开始赴福建进行镇压。两广方面早在1932年就同南京国民政府对立，采取反蒋的态度，十九路军调入福建后，双方开始商榷福建、广东、广西三省合作事宜。三省的实权人物代表于1933年在广州开会，甚至商讨建立三省统一的国防委员会。李宗仁掌握的广西与福建走的最近，但广东则对武装反蒋持观望态度，而且福建与广东两方对李宗仁提出的成立联合政权的提议都置之不理。到了1933年下半年，两广方面一直没有给十九路军直接支持，导致福建方面单独起事。中华共和国成立后，在陈济棠主导下，胡汉民领衔两广通电福建，表示虽然同情福建方面的主旨，但又指责闽方“外与日本相接，内与共匪勾联”，使两广与中华共和国政权关系破裂。尽管如此，在蒋中正进军福建时，两广方面仍有指责蒋中正部队滥杀无辜。此外，湖南、贵州均表示不参与事变，山西的阎锡山、山东的韩复榘也表示反对闽变，云南的龙云甚至力请讨伐福建，虽有传闻认为冯玉祥参与了该次起事，但他从未公开表态支持。宋庆龄女士对中华共和国政权颇有微词。而南京各界的抗日救国会则有集会声讨中华共和国政权的举动，很多旅居上海、北平的闽人也表示反对这一政权。但邹韬奋则在《生活》周刊上对中华共和国政权表示一定的支持，全国各团体救国联合会理事吴迈也到福州参加中华共和国的活动。

### 侨界的反应

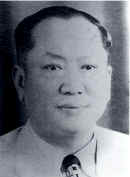
晉江籍菲律賓華僑許友超被委任為中華共和國龍汀省省長

在海外福建华侨中，有的新加坡福建华侨反对中华共和国政府并威胁将断绝与之的经济关系，也有马来西亚闽侨表示明确反对新政权，希望能够停止内战，否则将拒绝对闽经济合作，停筑漳州至龙岩的铁路。但也有如泰国旅暹琼侨工界联合会、马来亚侨团中华改进社、越南华侨抗日救国联合会、一些日里（印尼的棉兰）华侨、部分新加坡华侨等侨界人士致电支持中华共和国政府，还有的东南亚华侨组织“中华民族复兴党”预备参加中华共和国人民革命政府。从经济上支援中华共和国政府的包括李清泉等菲律宾华侨、吉兰丹华侨，马来西亚闽南籍华侨何葆仁、黄肖岩等人还组成考察团赴闽与中华共和国政府会晤。还有来自菲律宾、檀香山、古巴、荷属东印度、法属印度支那、加拿大、巴拿马、新加坡等地的华侨来福州加入了中华共和国的执政党——生产人民党。菲律宾华侨许友超还被任命为中华共和国厦门特别市市长兼思明县县长（未到任），后又被任命为龙汀省省长，但许友超力辞省长一职。

## 影响和评价
中华共和国仅存在两个月，是国民党内反蒋势力与蒋中正矛盾激化的产物。在一定程度上，还影响日后的西安事变，進一步促成抗日統一戰線的形成。中華人民共和國的多種論文、檔案資料等都提及中華共和國獲得福建許多民眾的支持，但也有学者指出许多学生并无太大热情参与支持中华共和国的政治运动。而中国各方对中华共和国的旁观或打压的态度也造成中华共和国面对强大的中华民国孤军奋战最终失败的结果。
中国共产党
中共多认为中华共和国人民革命政府有一定的进步性、革命性，在政治纲领上宣扬反帝、反封建，打击了中国国民党右派，对停止内战、团结抗战力量起到积极作用，但仍有很大的局限性，发布的政纲仅停留在口头文字宣传上，没有真正做到反帝反封建。中国共产党未及時派兵，事後指責福建政府是「非人民的，仍是不革命的」。此事影響毛澤東職務被拔除。中国共产党的彭德懷就認為其政權產生于中国国民党內抗日派和親日派矛盾鬥爭的表面化，在階級鬥爭上乃是小资产阶级和民族资产阶级反對蔣所代表的買辦地主階級。當時中国共产党中央的博古等人更是将中华共和国视为反动政府，认为其与南京政府的矛盾乃是统治阶级的内讧。而中华共和国的成立和与南京中央政府的战争客观上帮助中华苏维埃共和国解除了南京国民政府的第五次圍剿。
中国国民党
中国国民党则将中华共和国政权斥为叛国的伪政权，认为它勾结共产党，背叛国家，罪恶甚重，该政权的诸多参与者也遭到了永久开除国民党党籍的处分。學者辛灝年則將中华共和国政权的成立归因于中共策划，并认为其给当时内忧外患的中国雪上加霜。